# Stadio Ennio Tardini
Stadio Ennio Tardini je víceúčelový stadion v emiliiské Parmě. V současné době je nejvíce využíván pro fotbal. Byl otevřen v roce 1923 a přestavěn v roce 1990-1993. Jeho kapacita činí 23 045 diváků. Své domácí zápasy zde hraje tým Parma FC. Je pojmenován po Enniu Tardinim, prvním klubovém prezidentovi. Italská reprezentace zde hraje různé přátelské nebo kvalifikační zápasy.